# Creekside, Kentucky
Creekside är en ort i Jefferson County, Kentucky, USA. År 2000 hade orten 336 invånare. Den har enligt United States Census Bureau en area på 0,2 kvadratkilometer, allt är land.